# جون كولير
جون كولير (بالإنجليزية: John Collier)‏‏ (3 مايو 1901 في لندن - 6 أبريل 1980 في لوس أنجلوس) كاتب، وروائي، وكاتب سيناريو، وكاتب خيال علمي، وشاعر من المملكة المتحدة.

## الجوائز
- جائزة إدغار

## روابط خارجية
- جون كولير على موقع IMDb (الإنجليزية)
- جون كولير على موقع ألو سيني (الفرنسية)
- جون كولير على موقع أول موفي (الإنجليزية)
- جون كولير على موقع قاعدة بيانات الأفلام السويدية (السويدية)
- جون كولير على موقع قاعدة بيانات الفيلم (الإنجليزية)
- جون كولير على موقع كينوبويسك (الروسية)